# Чарторыйский, Иван Фёдорович
Иван Фёдорович Чарторыйский (ок. 1518—1567) — государственный и военный деятель Великого княжества Литовского, князь Клеванский (1547—1567).

## Биография
Представитель западнорусского княжеского рода Чарторыйских герба «Погоня». Младший сын Фёдора Михайловича Чарторыйского (? — 1542), князя на Чарторыйске и Клевани, старосты луцкого (1527—1542), от брака с княжной Софией Андреевной Сангушко. Старший брат — Александр Фёдорович Чарторыйский (1517—1571), князь Чарторыйский (1542—1571) и первый воевода волынский (1566—1571).
В июне 1547 года братья Александр и Иван Чарторыйские разделили между собой отцовское княжество. Старший брат Александр получил города Чарторыйск и Литовеж, а Иван — город Клевань. Братья постановили совместно оборонять свои владения и компенсировать друг другу потерянные имения.
Князь Иван Чарторыйский вместе со старшим братом, воеводой волынским, князем Александром, активно способствовал заключению Люблинской унии между Польским королевством и Великим княжеством Литовским.

## Семья
Был женат с 1547 года на княжне Анне Кузьминичне Заславской (? — 1582), дочери князя Кузьмы Ивановича Заславского (ум. 1556) и Анастасии Юрьевны Дубровицкой-Гольшанской (ум. 1561). Дети:
- Иван Чарторыйский (ум. 1581), князь Клеванский (1567—1581)
- Юрий (Ежи) Чарторыйский (ум. 1624), князь Клеванский (1581—1624) и Чарторыйский (1606—1624)
- Анна Чарторыйская (ум. после 1568), 1-й муж Иван Лесницкий, 2-й муж Александр Хреницкий
- Елена Чарторыйская (ум. после 1596), жена Остапа Ивановича Горностая
- Катажина Чарторыйская (ум. после 1595), жена с 1570 года маршалка господарского и городничего владимирского Василия Петровича Загоровского.